# 방촌로
방촌로(Bangchon-ro)는 경기도 파주시 교하동에서 파주시 문산읍를 잇는 도로이다.

## 주요경유지
경기도
- 파주시 (교하동 . 금촌동 . 탄현면 . 문산읍)

## 노선
| 이름           | 접속 노선                     | 소재지 | 소재지 | 비고 |
| -------------- | ----------------------------- | ------ | ------ | ---- |
| (이름없음)     | 교하로                        | 파주시 | 교하동 |      |
| 곡능천교       |                               | 파주시 | 교하동 |      |
|                | 금촌동                        | 파주시 |        |      |
| 북진교         |                               | 파주시 |        |      |
| 갈현입구사거리 | 지방도 제357호선 (남북로)     | 파주시 | 탄현면 |      |
| 갈현사거리     | 평화로                        | 파주시 | 탄현면 |      |
| 갈현2교        |                               | 파주시 | 금촌동 |      |
| 전흥교         |                               | 파주시 | 탄현면 |      |
| 금산사거리     | 헤이리로                      | 파주시 | 탄현면 |      |
| 오금교         |                               | 파주시 | 탄현면 |      |
| 금승사거리     | 국도 제77호선 (자유로) 엘지로 | 파주시 | 탄현면 |      |
| 내포 교차로    | 제17호선 평택파주고속도로     | 파주시 | 문산읍 |      |
| 대명골천교     |                               | 파주시 | 문산읍 |      |
| 방촌 교차로    | 휴암로                        | 파주시 | 문산읍 |      |
| 임월교         |                               | 파주시 | 문산읍 |      |
| 임월교 교차로  | 개포래로                      | 파주시 | 문산읍 |      |
| 하동사거리     | 당동1로                       | 파주시 | 문산읍 |      |
| (이름없음)     | 국도 제1호선 (통일로)         | 파주시 | 문산읍 |      |

## 주요건물및 시설
- GS25 맥금로드점 (방촌로 382/맥금동 711-1)
- GS25 파주천사점 (방촌로 411/맥금동 722-6)
- CU 파주법흥제일점 (방촌로 485/법흥리 46-2)
- SK에너지 탄현주유소 (방촌로 644/축현리 480)
- 탄현우체국 (방촌로 651/축현리 487-3)
- GS25 파주믿음점 (방촌로 660/축현리 502-8)
- 농협 탄현농협 본점 (방촌로 665/축현리 492-6)
- 농협 탄현농협 하나로마트농협 본점 (방촌로 665/축현리 492-6)
- 탄현파출소 (방촌로 669/축현리 492-3)
- GS25 파주행복점 (방촌로 674/축현리 557-4)
- CU 파주문지점 (방촌로 992/문지 29-4)
- GS칼텍스 엘피엘주유소 (방촌로 1007/금승리 488-10)
- 삼상초등학교 (방촌로 1009-20/금승리 491)
- 이마트24 파주방촌로점 (방촌로 1047/낙하리 298-6)
- GS25 파주금승점 (방촌로 1057/금승리 602-2)
- SK에너지 한빛셀프주유소 (방촌로 1613/문산리 140-3)
- CU 문산신원점 (방촌로 1646/문산리 142)
- 스피드메이트 (방촌로 1684/당동리 88-1)
- 롯데하이마트 문산점 (방촌로 1713/당동리 899-1)
- 파리바게뜨 당동현대점 (방촌로 1725/당동리 888-7)
- 홈플러스 문산점 (방촌로 1759/당동리 880)